# 張興荘駅
張興荘駅（ちょうこうそう-えき）は中華人民共和国天津市河北区に位置する天津地下鉄3号線と5号線の駅。

## 駅構造

### 3号線
島式ホーム1面2線の地下駅で、ホームドア完備。ホームは地下2階にある。

### 5号線
島式ホーム1面2線の地下駅。ホームは地下3階にある。

## 歴史
- 2012年10月1日 - 開業。[1]
- 2018年10月22日 - 天津地下鉄5号線が開業。

## 隣の駅
■3号線
鉄東路駅 - 張興荘駅 - 宜興埠駅
■5号線
宜興埠北駅 - 張興荘駅 - 志成路駅

## 参考
1. ↑  “地铁2、3号线公示最新站名 2号线：曹庄—空港”.   天津北方網. 2017年3月4日閲覧。